# فاکس قرن بیست و یکم
فاکس قرن بیست و یکم (به انگلیسی: 21st Century Fox) شرکت رسانه‌های گروهی آمریکایی بود که در سال ۲۰۱۳ از دارایی‌های بخش فیلم، رادیو و تلویزیون شرکت نیوز کورپوریشن (تأسیس ۱۹۷۹ توسط روپرت مرداک) تأسیس شد. به‌طور هم‌زمان از دارایی‌های بخش انتشارات نیوز کورپوریشن نیز شرکت نیوز کورپ راه‌اندازی گردید.
شرکت فاکس قرن ۲۱ از طریق شرکت تابعه فاکس اینترتینمنت، مالکیت استودیوی ضبط فیلم فاکس قرن بیستم و شبکه رسانه‌ای فاکس، استودیوی بلو اسکای، شبکه تلویزیونی اف‌ایکس، نشریه ویکلی استاندارد، روزنامه وال استریت ژورنال و شبکه نشنال جئوگرافیک را در اختیار دارد. از دارایی‌های دیگر این شرکت می‌توان به اتحادیه شبکه‌های تلویزیونی استار تی‌وی در آسیا، همچنین شرکت‌های تلویزیونی اسکای ایتالیا و بی‌اسکای‌بی اشاره کرد.
دفتر مرکزی شرکت فاکس قرن ۲۱ در شهر نیویورک قرار دارد و بخشی از سهام آن در بازارهای بورس اوراق بهادار استرالیا و بورس نیویورک معامله می‌شد.
در مارس ۲۰۱۹ شرکت والت دیزنی بیش تر دارایی‌های این شرکت را خرید و پس از فروخته شدن بیشتر سهام باقی مانده به شرکت‌های دیگر، فاکس قرن ۲۱ آخرین دارایی‌هایش را به ابرشرکت فاکس انتقال داد و در سال ۲۰۱۹ از بین رفت.